# Municipio de Clay (condado de Hamilton)
El municipio de Clay (en inglés: Clay Township) es un municipio ubicado en el condado de Hamilton en el estado estadounidense de Indiana. En el año 2010 tenía una población de 83293 habitantes y una densidad poblacional de 640,91 personas por km².

## Geografía
El municipio de Clay se encuentra ubicado en las coordenadas 39°57′56″N 86°8′54″O / 39.96556, -86.14833. Según la Oficina del Censo de los Estados Unidos, el municipio tiene una superficie total de 129.96 km², de la cual 127.13 km² corresponden a tierra firme y (2.17%) 2.83 km² es agua.

## Demografía
Según el censo de 2010, había 83293 personas residiendo en el municipio de Clay. La densidad de población era de 640,91 hab./km². De los 83293 habitantes, el municipio de Clay estaba compuesto por el 85.64% blancos, el 2.96% eran afroamericanos, el 0.17% eran amerindios, el 8.61% eran asiáticos, el 0.03% eran isleños del Pacífico, el 0.73% eran de otras razas y el 1.86% pertenecían a dos o más razas. Del total de la población el 2.61% eran hispanos o latinos de cualquier raza.